# Cribratge (economia)
En economia, cribratge (screening en anglès) es refereix a una estratègia de lluita contra la selecció adversa, una de les possibles complicacions de presa de decisions en els casos d'informació asimètrica. El concepte de la detecció va ser desenvolupat primer per Michael Spence (1973), i s'ha de distingir de signalling, que implica que l'agent informat mou primer.
Per als fins del cribratge, els casos d'informació asimètrica assumeixen dos agents econòmics -que nosaltres anomenem, per exemple, Abel i Caín, on Abel sap més sobre si mateix que el que Caín sap sobre Abel. Els agents estan tractant de participar en algun tipus de transacció, sovint amb una relació a llarg termini, tot i que aquest qualificatiu no és necessari. El "screener" (el que té menys informació, en aquest cas, Caín) intenta rectificar aquesta asimetria aprenent tot el que pugui sobre Abel.
El procés de selecció real depèn de la naturalesa de la situació, però està en general estretament relacionada amb la relació futura.
En economia de l'educació, els models de detecció comunament es contrasten amb la teoria del capital humà. En un model de cribratge que s'utilitza per determinar la capacitat d'un aspirant per aprendre (a mode de filtre), donant així preferència als sol·licitants que han obtingut uns títols acadèmics es redueix el risc de l'ocupador de contractar a algú amb una disminució de la capacitat per a l'aprenentatge.

## Exemples
- Els bancs sovint sotmetran a avaluació a les persones interessades que volen un préstec per eliminar a aquells que no podran tornar els diners. Els bancs podran preguntar als potencials prestataris per la seva història financera, estabilitat laboral, motiu per sol·licitar el préstec, béns, educació, experiència, etc.
- Els processos d'entrevista d'ocupació són un mètode de cribratge, en el qual s'usa la conversa per saber sobre la personalitat de la persona (per les maneres, l'actitud i la vestimenta).